# Chimie macromoléculaire
La chimie macromoléculaire ou chimie des polymères est une branche de la chimie qui met en œuvre les macromolécules, c'est-à-dire de grosses molécules.
La chimie macromoléculaire s’intéresse aux :
- réactions de polymérisation ;
- modifications chimiques des macromolécules ;
- dégradations des macromolécules.

La physique des polymères et la chimie des polymères font partie de la science des polymères.